# أنجيلا داون
أنجيلا داون (بالإنجليزية: Angela Down)‏ هي ممثلة بريطانية، ولدت في 15 يونيو 1946 في المملكة المتحدة.

## وصلات خارجية
- أنجيلا داون على موقع IMDb (الإنجليزية)
- أنجيلا داون على موقع ألو سيني (الفرنسية)
- أنجيلا داون على موقع أول موفي (الإنجليزية)
- أنجيلا داون على موقع قاعدة بيانات الأفلام السويدية (السويدية)
- أنجيلا داون على موقع قاعدة بيانات الفيلم (الإنجليزية)
- أنجيلا داون على موقع كينوبويسك (الروسية)